# Sublette County
Sublette County är ett administrativt område i delstaten Wyoming, USA. År 2010 hade countyt 10 247 invånare. Den administrativa huvudorten (county seat) är Pinedale. Sublette County är glesbefolkat och ligger omkring den övre delen av Green Rivers floddal.

## Geografi
Området ligger omkring Green River i västra Wyoming och är glesbefolkat och lantligt präglat.
Enligt United States Census Bureau har countyt en total area på 12 784 km². 12 647 km² av den arean är land och 137 km² är vatten. 

### Angränsande countyn
- Fremont County, Wyoming - öst
- Sweetwater County, Wyoming - sydöst
- Lincoln County, Wyoming - sydväst
- Teton County, Wyoming - nordväst

## Historia
Sublette County skapades 15 februari 1921, av land som tidigare tillhört Fremont County och Lincoln County, och 1923 var countyts styre organiserat. Området hade innan bosättningen en omfattande pälsjägar- och pälshandelsverksamhet och countyt gavs namn efter en av de första europeiskättade pälsjägarna verksamma i området, William Lewis Sublette. Denna epok behandlas på Museum of the Mountain Man i Pinedale. I början av 1900-talet var nybyggarna i området huvudsakligen brittiskättade, och politiskt var området under denna period känt för att immigranterna gav ovanligt starkt stöd för USA:s inträde i första världskriget på ententens sida. I andra delar av västern gav den till stora delar tyskättade befolkningen mer stöd åt neutralitetspolicyn, men trots de politiska motsättningarna var relationerna mellan immigrantgrupperna ovanligt goda jämfört med de motsättningar som fanns i andra delar av USA.

## Politik
Sublette County är ett stabilt republikanskt politiskt fäste i en republikanskt dominerad delstat; ingen demokrat har vunnit presidentvalet i countyt sedan Franklin D. Roosevelt 1936 och republikanerna har sedan 1968 bara misslyckats med att uppnå 70 procent av rösterna 1992 och 1996 då Ross Perot och Reform Party vann över många tidigare republikanska väljare.

## Orter
Invånarantal vid 2010 års folkräkning anges inom parentes.

### Mindre städer (Towns)
Städer med kommunalt självstyre och mindre än 4 000 invånare.
- Big Piney (552)
- Marbleton (1 094)
- Pinedale (2 030), huvudort

### Census-designated places
En census-designated place är en ort som saknar kommunalt självstyre och administreras av countyt.
- Bondurant (93)
- Boulder (170)
- Cora (142)
- Daniel (150)

### Övriga mindre orter
- Calpet